# Antonio Negreiros
Antonio Braga Negreiros (Rio de Janeiro, 3 de maio de 1958), é um bailarino, coreógrafo, professor e cantor brasileiro. Bailarino profissional desde 1979, trabalhou no Teatro Municipal do Rio de Janeiro e no Stuttgart Ballet. Como coreógrafo, atuou em várias produções para cinema, teatro e TV. Como professor de dança e alongamento deu aulas em vários estúdios no Rio de Janeiro até finalmente abrir seu próprio espaço no Leblon. Como ator, atuou em produções no teatro e na TV.

## Ator

### Teatro
- 1987 - Ligações Perigosas, de Christopher Hampton e Choderlos de Laclos - direção José Possi Neto
- 1987 - Romeu e Julieta, de William Shakespeare - direção Roberto Bomtempo
- 1999 - Cabaré Filosófico 3, Pra Quem Gosta de Mim - direção Domingos de Oliveira
- 2005 - Amor, Coragem e Compaixão, de Terrence Mcnally - direção Emilio Di Biasi
- 2007 - O Baile, Produção de TC, escrito por Jean-Claude Penchenat - direção Jose Possi Neto
- 2015 - Santa, de Diogo Liberano - direção Guilherme Leme Garcia
- 2016 -  O Sétimo Selo - concerto de ópera - Produzido pela Iboc, Criação de João Mc Dowell, Direção de Jonathan Arak

### Televisão
•  2006 - Cobras e Lagartos, Telenovela de João Emanuel Carneiro -  direção Wolf Maya
•  2008 - Zorra Total, Programa humorístico - direção Mauricio Sherman

### Cinema
• 1987 - Moon Over Parador - direção Paul Mazursky

## Coreógrafo
• 1984 - Golden Rio - Show. Produzido por Chico Recarey, Dirigido por Mauricio Sherman
• 1984 - Flavia, Cabeça, Tronco e Membros - Teatro. Texto de Millor Fernandes, Dirigigido por Luis Carlos Maciel
• 1985 - Os Trapalhões no Scala - Show. Produzido e Dirigido por Mauricio Sherman
• 1985 - O Balão Mágico no Scala - Show. Produzido e Dirigido por Mauricio Sherman
• 1986 - Roupa Nova Live - Show. Concerto da Banda de Rock Brasileira, Produzido e Dirigido por Walter Lacet e Aluizio Legey
• 1986 - A Night In New York - Show. Produzido por B.O.
• 1987 - La Cage Aux Folles - Teatro. Comédia Musical, Produzida pela Artplan, Texto de Harvey Feinstein, Música e Letra de Jerry Herman, Traduzido e Dirigido por João Bettencourt
• 1987 - Romeu e Julieta - Teatro. Texto de William Shakespeare - direção Roberto Bomtempo
• 1987 - Amor e Música - Show Musical, Produzido e Dirigido por Jose Possi Neto
• 1988 - Os Imigrantes - Show musical, Produzido pela Shell, Dirigido por Carybé da Rocha
• 1988 - O Rouxinol Do Imperador - Teatro. Comédia musical. Texto de Flavio Marinho e Dirigido por Miguel Falabella
• 1989 - Esse é o Ano Que é - Teatro Musical. Produzido e Dirigido por Jose Lavigne
• 1989 - Gertrudes - Teatro. Texto de Martin Epstein, Dirigido por Milton Dobbin
• 1989 - Mostra De Dança - Show Beneficente, com a Participação dos Bailarinos do Grupo DC e os Alunos de Dança e Alongamento
• 1990 - De Beers - Evento de Moda. Desfile para Lançamento da Coleção de Jóias, Dirigido pela Editora de Moda Cristina Franco
• 1991 - Arezzo Couro Moda - Evento de Moda. Criação do Pavilhão Promocional e Desfiles para o Lançamento da Coleção, Dirigido pela Editora de Moda Cristina Franco
• 1993 - Programa do Jô - Tv. Produzido Pelo SBT, Entrevista para o apresentador
• 1993 - 20 Anos Company - Mega Evento de Moda, Produzido por Mauro Taubman e Dirigido por Paulo Ramalho, Celebrando o aniversário da marca, com as principais top models do Brasil 
• 1994 - Marcia Pinheiro - Evento de Moda para lançamento da coleção, com modelos da Ford Models
• 1994 - Cantão - Evento de Moda com a participação das atrizes da peça Confissões de Adolescentes, de Maria Mariana e modelos da Elite Models
• 1995 - Apareceu a Margarida - Teatro. Produzido por MP. Texto de Roberto Athayde, Dirigido por Aderbal Freire-Filho
• 1998 - Belo Horizonte Fashion Week - Feira de Moda, com vários desfiles das principais marcas mineiras, Dirigido pela editora de moda Cristina Franco
• 1998 - Bale Kirov - Tv - Documentário - Produzido pela Rede Globo. Entrevista para a jornalista Gloria Maria
• 1999 - Cabaré Filosófico 3, pra Quem Gosta de Mim - Teatro. Produzido e Dirigido por Domingos de Oliveira
• 2000 - Estrela Tropical - Show Musical. Produzido por Montenegro e Raman
• 2000 Carmen Miranda - Show Musical. Produzido por Montenegro e Raman
• 2002 - A Partilha - Cinema. Produzido pela Globo Filmes, Roteiro de Miguel Falabella, Direção Daniel Filho
• 2004 - A Maldicão Do Vale Negro - Teatro. Produzido por Caravana Produções, Texto de Caio Fernando Abreu, Direção Luis Artur Nunes
•  2005 - Amor, Coragem e Compaixão - Teatro. Produzido por BBCC, Texto de Terrence Mcnally, Direção Emilio Di Biasi
•  2007 - Farsa - Teatro. Produção Caravana Produções, Textos de Moliere, Tchekov, Cervantes e Martis Pena, Direção Luis Artur Nunes
•  2014 - 2013 - Jóia Rara - Telenovela. Produzida Pela Rede Globo, Escrita por Telma Guedes e Duca Rachid, Direção Geral de Amora Mautner
•  2014 - Sindicato dos Profissionais da Dança - Membro do Júri na prova para obtenção de registro profissional, na Categoria De Balle Clássico
•  2014 - Anônimas - Teatro. Produção, Texto e Direção de Roberto Naar
•  2016 - O Sétimo Selo - Concerto de Ópera. Produzido pela Iboc, Criação de João Mc Dowell, Direção de Jonathan Arak. Igreja N.S. Pompeii e Scandinavian   House. New York,  USA     

## Bailarino
•   1976 - II Festival de Inverno de Dança - Corpo de baile. Dirigido por Dalal Achcar. Teatro Bloch e Maracanãzinho, Rio de Janeiro, Pavilhão do Ibirapuera, São Paulo, Teatro Guaíra, Curitiba e Theatro São Pedro e Gigantinho, Porto Alegre 
•   1977 - Fundação Brasileira de Bale - Corpo de baile. Dirigida por Eugenia Feodorova. Teatro Municipal Niterói, Rio de Janeiro, Teatro Nacional Limeira, São Paulo e Teatro Central, Juiz de Fora 
•   1978 -  Papagaio Disco Club - Competição de dança promovido por Ricardo Amaral. Papagaio Disco Club, Rio de Janeiro e Pavilhão do Ibirapuera, São Paulo
•   1979 - Pai Heroi - Telenovela produzida pela Rede Globo, dirigida por Roberto Talma
•   1979 - Bale do Século XX - Corpo de baile. Audição e oferta de contrato para a temporada 1979 e 1980, para a companhia dirigida por Maurice Bejart. Bruxelas, Bélgica
•   1979 - Teatro Municipal RJ - Corpo de baile. Audição e contrato para a companhia dirigida por Tatiana Leskova. Teatro Municipal do RJ. 
•   1980 - Stuttgart Ballet - Corpo de baile. Dirigido por Marcia Haydee. Los Angeles e São Francisco, Estados Unidos, Vancouver, Canada, Mexico City e Guanajuato, Mexico, Sofia, Bulgaria, Londres, Inglaterra e Stuttgart, Alemanha.
•   1981 - Teatro Municipal do RJ - Corpo de baile. Dirigido por Dalal Achcar. Teatro Municipal do Rio de Janeiro
•   1981 - II Festival Internacional de Dança - Evento de Balé. Representando o Teatro Municipal do Rio de Janeiro. Teatro João Caetano, Rio de Janeiro 
•   1982 - Festival de Verão de Araruama - Evento de Balé. Representando o Teatro Municipal do Rio de Janeiro. Araruama, Rio de Janeiro 
•   1982 - Festival de Balé Hugo Bianchi - Evento de Balé. Representando o Teatro Municipal do Rio de Janeiro. Teatro José de Alencar, Fortaleza, Ceará
•   1982 - II International Ballet Competition - Evento de Balé. Representando o Teatro Municipal do Rio de Janeiro. Centro de Convenções, Jackson, Mississippi, Estados Unidos 
•   1982 - II Festival Internacional de Ballet de La Havana - Evento de Balé. Representando o Brasil. Teatro Garcia Lorca, Teatro Mella, Teatro Nacional de Varadero, Havana, Cuba
•   1983 - TV Manchete - TV. Criada pela Bloch Editores, dirigida por Mauricio Sherman, com os coreógrafos Luiz Arrieta e Sonia Destri Lie. Membro do corpo de baile em toda a programação da emissora
•   1984 - Golden Rio - Show. Produzido por Chico Recarey, dirigido por Mauricio Sherman, coreografia de Juan Carlos Berardi. Scala Rio, Rio de Janeiro 
•   1985 - Os Trapalhões no Scala - Show. Produzido e dirigido por Mauricio Sherman com Renato Aragão, Dedé Santana, Mussum e Zacarias e a participação especial de Xuxa, alem do corpo de baile. Scala Rio, Rio de Janeiro 
•   1985 - O Balão Mágico no Scala - Show. Produzido e dirigido por Mauricio Sherman, com o grupo infantil Balão Mágico e dançarinos do show Golden Rio. Scala Rio, Rio de Janeiro
•   1985 - Os Trapalhões no Rabo do Cometa - Cinema. Produzido por Globo Filmes, dirigido por Dedé Santana, coreografia de Luis Boronini, com Renato Aragao, Dedé Santana, Mussum e Zacarias e corpo de baile. Scala Rio, Rio de Janeiro 
•   1986 - Roupa Nova Live - Show. Concerto da banda de rock brasileira, produzido e dirigido por Walter Lacet e Aluizio Legey, com corpo de baile. Circo Tihany, Rio de Janeiro 
•   1986 - A Night In New York - Show. Produzido por B.O., com as top models da Espanha. Discoteca Ku, Ibiza, Espanha 
•   1986 - Lido de Paris - Audição e proposta de contrato como primeiro bailarino da companhia. Em viagem na França
•   1986 - Cleveland Ballet - Audição e proposta de contrato para o corpo de baile. Em viagem nos Estados Unidos  
•   1986 - Eglevsky Ballet - Audição e proposta de contrato para o corpo de baile. Em viagem nos Estados Unidos
•   1988 - Watusi in Concert - Show musical. Produzido e dirigido por Aldo Bonelli e coreografado por Sonia Machado. Teatro José de Alencar, Fortaleza e Teatro Recife Palace, Recife
•   1989 - Mostra de Dança - Show beneficente, com a participação dos bailarinos do grupo DC e os seus alunos de Dança e Alongamento. Scala Rio, Rio de Janeiro 
•   1993 - 20 Anos Company - Mega evento de Moda, produzido por Mauro Taubman e dirigido por Paulo Ramalho, celebrando o aniversário da marca.  Jockey Club, Rio de Janeiro 
•   1998 - Bale Kirov - TV. Documentário produzido pela Rede Globo. Entrevista para a jornalista Gloria Maria
•    2005 - Acadêmicos do Salgueiro - Comissão de Frente da tradicional escola de samba carioca, desempenhando o papel título do enredo Prometeu e o fogo da Sabedoria, com coreografia de Marcelo Misailidis 
•    2013 - Quebra-Nozes - Ballet. Direção e coreografia de Dalal Achcar. Artista convidado para o papel de Drosselmeyer.  Teatro Municipal Rio de Janeiro 

## Diretor
•    1986 - A Night in New York - Show. Produzido por B.O. com as top models da Espanha. Discoteca Ku, Ibiza, Espanha
•    1989 - Mostra de Dança - Show beneficente, com a participação dos bailarinos do grupo DC e os alunos de Dança e Alongamento. Scala Rio, Rio de Janeiro 
•    1994 - Marcia Pinheiro - Evento de Moda para lançamento da coleção, com modelos da Ford Models. Hotel Renaissance, São Paulo 
•    1994 – Cantão - Evento de Moda com a participação das atrizes da peça Confissões de Adolescentes, de Maria Mariana e modelos da Elite Models. Praia de Ipanema, Rio de Janeiro 
•    2000 - Estrela Tropical - Show musical. Produzido por Montenegro e Raman. Teatro Rival e Teatro Trianon, Campos dos Goytacazes, Rio de Janeiro e Teatro São Pedro, Porto Alegre
•    2000 - Carmen Miranda - Show musical.  Produzido por Montenegro e Raman. Teatro Sá de Miranda, Vianna do Castelo, Portugal

## Professor
•    Dança e Alongamento - Depois de dar aulas em vários estúdios no Rio de Janeiro, abre seu próprio estúdio no bairro do Leblon, Rio de Janeiro

## Cantor
•    2003/ 2002 - Body and Soul - CD. Produzido e dirigido por Roberto Menescal e Raymundo Bittencourt na Albatroz Discos, com Adriano Souza no teclado, Lucio Nascimento no baixo, João Cortez na bateria, Sergio Galvão nos sopros e Flavio Mendes no violão, cantando standards da musica americana, em ritmo de Bossa Nova. Shows de lançamento no Mistura Fina, Rio de Janeiro 
•    2004 - Nem Vem Que Não Tem - Show musical. Produzido por Albatroz Discos e dirigido por Raymundo de Bittencourt, com Adriano de Souza no teclado, Norton Daiello, no baixo e João Cortez na bateria, cantando sucessos da música internacional. Mistura Fina, Esch Cafe, J Club, Melt, no Rio de Janeiro 
•    2004 - Happy Days - Show musical. Dirigido por Roberto Menescal, com a cantora e jornalista Gilsse Campos, acompanhados por Adriano Souza no teclado, Norton Daiello no baixo e João Cortez na bateria, cantando standards da musica americana. Toq Final, Rio de Janeiro 
•    2004 - Bossa Carioca - DVD. Produzido por Albatroz Discos, dirigido por Raymundo Bittencourt, com Adriano Souza no teclado, Norton Daiello no baixo, João Cortez na bateria, Raymundo Bittencourt no violão, com as participacões especiais de Leny Andrade, Wanda Sá e Roberto Menescal, cantando standards americanos e canções da MPB. Gravado na Casa de Cultura Estácio de Sá, Rio de Janeiro 
•    2007 - Mario Reis no Golden Room - Show musical, dirigido por Ricardo Cravo Albin, apresentando Eduarda Fadini como Carmen Miranda e Marcio Gomes com Francisco Alves, orquestra conduzida por Flavio Mendes, cantando o repertório do famoso personagem da música popular brasileira. Golden Room do Copacabana Palace Hotel, Rio de Janeiro
•    2009 - A Era de Ouro - Show musical, com o pianista Carlos Veiga, cantando sucessos da música americana. A bordo do Gran Mistral, em Montevidéou Uruguai
•    2009 - Mario Reis - Show musical, com o pianista Carlos Veiga, cantando o repertório do famoso cantor brasileiro. A bordo do Gran Mistral, em Buenos Aires, Argentina

## Prêmios
Prêmio EMMY (2014) Telenovela Jóia Rara, produzida pela Rede Globo
Prêmio Estandarte de Ouro (2005) Acadêmicos do Salgueiro, melhor Comissão de Frente
Prêmio Mambembe (1988) O Rouxinol do Imperador, indicado na categoria de melhor coreografia do ano
Superstar Masculino (1978) Concurso Dancin Days do Papagaio Disco Club

## Discografia
- Body and Soul
- Bossa Carioca